# Ali Burunduk
Ali Burunduk - també transcrit vacil·lantment Borunduk, Barandak o Berendak - (nascut vers 1380 - mort en data desconeguda al segle XV) fou un amir de Tamerlà. Era fill de l'amir Jahan Xah Bahadur.
Va participar en la campanya contra els otomans a l'Àsia Menor (1401-1402). La ciutat de Harluk (Yazdi l'anomena Haruk), on es refugiaven molts camperols de l'entorn, fou capturada per Burunduk i l'amir Nur al-Din després de pocs dies d'atac (primavera del 1402). Tots els habitants foren massacrats sense perdonar-ne ni un. El juliol del 1402 va assistir a Miran Shah en el comandament de l'ala dreta de l'exèrcit timurida que va lluitar contra els otomans a la batalla d'Ankara (28 de juliol del 1402) en la qual fou un dels que es va apoderar dels turons on era la infanteria otomana. Després de la victòria sobre els otomans, fou enviat a saquejar la ciutat d'Ankara.
En la campanya a l'Iraq que va seguir, l'amir Burunduk fou enviat amb moltes tropes a assolar l'Alta Mesopotàmia (Iraq al nord de Bagdad) i castigar sobretot als kurds que no paraven de fer atacs aïllats. Els camins estaven coberts per la neu i el fred era molt intens. A causa d'aquest fred els kurds havien baixat de les muntanyes cap al pas de Tatxi Khatun on havien acampat; allí foren sorpresos per Burunduk que en va matar a milers. Van intentar fugir altre cop cap a les muntanyes però la neu ho impedia i es van haver de rendir i sotmetre però no se’ls va donar quarter i tots foren exterminats.
El 1404, en la tornada a Transoxiana, els kara tàtars es van revoltar a Damghan. Tamerlà va enviar al jove príncep Ahmad ibn Umar Xaikh i l'amir Burunduk per ajudar en la repressió de la revolta, però van retornar ràpidament ja que els rebels o havien mort o s'havien pogut escapar o ja havien estat atrapats pels amirs que operaven a la zona.
A la mort de Tamerlà (1405) fou un dels amirs que van decidir avançar-se a Sultan Husayn Mirza (que pretenia prendre el poder) i van proclamar emperador a Khalil Sultan a la pròpia Taixkent, sense consultar ni a altres amirs i prínceps ni a les emperadrius. Burunduk va anar a veure als altres prínceps i emperadrius que estaven acampats a Aksulat, on també estaven els amirs Nur al-Din i Shah Malik, principals generals legitimistes. Aquests dos amirs van rebutjar la pretensió de reconèixer Khalil Sultan en contra del que Tamerlà havia ordenat a les seves darreres voluntats. Inicialment Burunduk va acceptar el punt de vista dels dos amirs i fou enviat a Taixkent per convèncer a la resta. Burunduk va tornar a Taixkent, va convèncer els amirs de reconèixer la voluntat de Timur que designava hereu a Pir Muhammad ibn Jahangir i es va signar un document oficial que va signar fins i tot Khalil Sultan, que fou enviat a Pir Muhammad. Però Khalil (el fill de Miran Shah) tenia el suport d'alguns amirs, que li van aconsellar dirigir-se a Samarcanda, agafar el control de la ciutat, i proclamar-se gran emir, just mentre oficialment s'enviava el missatge de reconeixement de Pir Muhamnmad (el hereu designat) que tot i tenir el suport de la majoria d'amirs, estava absent. Burunduk, Rustem Taji Bugha i altres amirs es van dirigir a Samarcanda amb pocs soldats, amb la idea de fer reconèixer la voluntat de Timur. Van travessar el riu Sihun amb un pont que després van destruir i van acampar a Atxik Ferkint. Khalil Sultan i els seus, no obstant, van reconstruir el pont i el va creuar amb l'exèrcit. Burunduk i els seus van arribar a Duabe. Alí van trobar a l'amir Jalal Baurji que anava a unir-se al partit de Khalil i el va informar de que Argun Shah (governador de Samarcanda) havia tancat les portes de la capital. Burunduk i els amirs van tornar a passar al partit de Khalil violant els seus juraments. El acord signat pel qual reconeixien a Pir Muhammad fou declarat anul·lat i es va jurar fidelitat altre cop a Khalil.
No consta la data de la seva mort.